# Festival di Sanremo 1992

Mario Appignani, a destra, bloccato dal conduttore Pippo Baudo durante la prima puntata del Festival

Il quarantaduesimo Festival di Sanremo si svolse al teatro Ariston di Sanremo dal 26 al 29 febbraio 1992 con la conduzione di Pippo Baudo, nominato all'ultimo momento dopo il rifiuto di Renzo Arbore, affiancato da Alba Parietti, Brigitte Nielsen e Milly Carlucci; le tre vallette affiancarono Baudo ognuna in una diversa serata (la Parietti nella prima, la Nielsen nella seconda e la Carlucci nella terza), per poi partecipare tutte insieme a quella finale.
Questa fu la prima delle cinque edizioni consecutive del Festival (dal 1992 al 1996) presentate da Baudo (che dal 1994 al 1996 ne sarà anche direttore artistico).
Gli autori del Festival erano Carla Vistarini, Marcello Mancini e lo stesso Baudo.
Per la prima volta dal 1973 vennero reintrodotte le eliminazioni tra i Campioni sera per sera, questa fu una formula che piacque molto al pubblico ma non venne invece per niente apprezzata dai discografici.
La canzone Me gusta il movimento di Jo Squillo venne esclusa prima della manifestazione in quanto già edita, per cui fu sostituita con La mia preghiera di Pupo (presentatosi in gara con il suo vero nome, ovvero Enzo Ghinazzi) che non riuscì ad arrivare in finale. In seguito all'eliminazione, Pupo dichiarò pubblicamente di aver "comprato" il 4º posto al Festival di Sanremo 1984 tramite l'acquisto di schedine del Totip per un valore di 75 milioni di lire (a quel tempo l'acquisto di una schedina dava diritto a votare per i concorrenti in gara al festival), facendo così polemicamente intendere che la competizione era truccata.
Durante la prima serata, Mario Appignani, noto "disturbatore seriale" di eventi pubblici, dello sport e dello spettacolo conosciuto con lo pseudonimo di Cavallo pazzo, irruppe sul palco gridando "questo Festival è truccato e lo vince Fausto Leali!", per poi essere prontamente immobilizzato e trascinato via dal personale. Appignani aveva già compiuto una prodezza simile alcuni mesi prima, durante la serata finale della 48ª Mostra del Cinema di Venezia, sempre condotta da Pippo Baudo. Il pronostico si rivelò del tutto infondato: il Festival lo vinse Luca Barbarossa e Leali si classificò nono (quest'ultimo, nel 2019 è stato protagonista, assieme a Fabio Rovazzi, di uno sketch che ha fatto il verso a tale fuori programma). Appignani diede in seguito diverse versioni sulla vicenda, sostenendo prima di aver voluto impressionare Baudo con un'incursione spontanea nella speranza di essere scritturato dal presentatore, poi che la sua entrata fosse stata commissionata da parte della stessa Rai, che però si sarebbe rifiutata di versargli la retribuzione pattuita. L'azienda pubblica, in merito alla questione, ritenne "di non dover neanche rispondere ufficialmente ad affermazioni così palesemente infondate".
L'edizione è stata vinta da Luca Barbarossa con il brano Portami a ballare per la sezione Campioni e da Aleandro Baldi e Francesca Alotta con il brano Non amarmi per la sezione Novità. Proprio riguardo quest'ultimo brano, Baldi dovette in seguito difendersi dall'accusa di plagio da parte dell'autore casertano Francesco Oliviero, accusa poi ritenuta infondata dalla Pretura di Firenze.
Tra i debuttanti partecipò anche Massimo Modugno, figlio del celebre Domenico.
Tra i superospiti stranieri si menzionano Natalie Cole ed Annie Lennox.
Prima dell'inizio della manifestazione la magistratura spedì al direttore artistico Adriano Aragozzini un avviso di garanzia per alcune tangenti riguardanti il Festival di Sanremo 1989 e il Festival di Sanremo 1990.

## Partecipanti

### Sezione Campioni

Luca Barbarossa, vincitore dell'edizione con Portami a ballare.

| Interprete                             | Ultime partecipazioni al Festival |
| -------------------------------------- | --------------------------------- |
| Drupi                                  | 1988                              |
| Fausto Leali                           | 1989                              |
| Franco Fasano e Flavia Fortunato       | 1990 (tra le Novità) e 1988       |
| Formula 3                              | 1971                              |
| Giorgio Faletti e Orietta Berti        | Esordiente e 1986                 |
| Lina Sastri                            | Esordiente                        |
| Luca Barbarossa                        | 1988                              |
| Mariella Nava                          | 1991                              |
| Massimo Ranieri                        | 1988                              |
| Matia Bazar                            | 1988                              |
| Mia Martini                            | 1990                              |
| Michele Zarrillo                       | 1988                              |
| Mino Reitano                           | 1990                              |
| New Trolls                             | 1988                              |
| Nuova Compagnia di Canto Popolare      | Esordienti                        |
| Paolo Mengoli                          | 1971                              |
| Paolo Vallesi                          | 1991 (tra le Novità)              |
| Peppino di Capri e Pietra Montecorvino | 1990 ed esordiente                |
| Pierangelo Bertoli                     | 1991                              |
| Enzo Ghinazzi                          | 1984 (con il nome di Pupo)        |
| Riccardo Fogli                         | 1991                              |
| Ricchi e Poveri                        | 1990                              |
| Scialpi                                | 1987                              |
| Tazenda                                | 1991                              |

### Sezione Novità

Il duo Francesca Alotta e Aleandro Baldi, vincitori della sezione Novità con Non amarmi.

| Interprete                        | Ultime partecipazioni al Festival         |
| --------------------------------- | ----------------------------------------- |
| Aeroplanitaliani                  | Esordienti                                |
| Aida Satta Flores                 | 1989 (tra i Nuovi)                        |
| Aleandro Baldi e Francesca Alotta | 1989 (tra gli Emergenti) e Esordiente     |
| Alessandro Bono e Andrea Mingardi | 1987 (tra le Nuove Proposte) e Esordiente |
| Alessandro Canino                 | Esordiente                                |
| Andrea Monteforte                 | Esordiente                                |
| Bracco Di Graci                   | Esordiente                                |
| Gatto Panceri                     | 1986 (tra le Nuove Proposte)              |
| Giampaolo Bertuzzi                | Esordiente                                |
| Irene Fargo                       | 1991                                      |
| Lorenzo Zecchino                  | Esordiente                                |
| Massimo Modugno                   | Esordiente                                |
| Patrizia Bulgari                  | 1991                                      |
| Rita Forte                        | 1991                                      |
| Statuto                           | Esordienti                                |
| Stefano Polo                      | Esordiente                                |
| Tomato                            | Esordienti                                |
| Tosca                             | Esordiente                                |

## Classifica, canzoni e cantanti

### Sezione Campioni
| Posizione | Interprete                             | Canzone                 | Autori                                                         | Voti ricevuti |
| --------- | -------------------------------------- | ----------------------- | -------------------------------------------------------------- | ------------- |
| 1º        | Luca Barbarossa                        | Portami a ballare       | L. Barbarossa                                                  | 7.865         |
| 2º        | Mia Martini                            | Gli uomini non cambiano | G. Dati, M. Falagiani e G. Bigazzi                             | 7.247         |
| 3º        | Paolo Vallesi                          | La forza della vita     | G. Dati e P. Vallesi                                           | 7.067         |
| 4º        | Pierangelo Bertoli                     | Italia d'oro            | P. Bertoli e M. Negri                                          | 7.036         |
| 5º        | Massimo Ranieri                        | Ti penso                | F. Berlincioni e S. Amato                                      | 6.745         |
| 6º        | Matia Bazar                            | Piccoli giganti         | A. Stellita, S. Cossu, C. Marrale e L. Valente                 | 6.731         |
| 7º        | Franco Fasano e Flavia Fortunato       | Per niente al mondo     | G. Fasano e F. Berlincioni                                     | 6.682         |
| 8º        | Tazenda                                | Pitzinnos in sa gherra  | L. Marielli e F. De André                                      | 6.474         |
| 9º        | Fausto Leali                           | Perché                  | A. Civai e G. Bigazzi                                          | 6.445         |
| 10º       | Riccardo Fogli                         | In una notte così       | G. Morra e M. Fabrizio                                         | 6.427         |
| 11º       | Michele Zarrillo                       | Strade di Roma          | V. Incenzo, M. Zarrillo e A. Venditti                          | 6.028         |
| 12º       | Mariella Nava                          | Mendicante              | M. G. Nava                                                     | 5.934         |
| 13º       | Drupi                                  | Un uomo in più          | Depsa e G. Fasano                                              | 5.849         |
| 14º       | Peppino di Capri e Pietra Montecorvino | Favola blues            | F. Berlincioni, M. Di Francia e G. Faiella                     | 5.691         |
| 15º       | New Trolls                             | Quelli come noi         | D. Gori, N. Di Palo, G. Belleno, V. De Scalzi e F. Berlincioni | 5.269         |
| NF        | Ricchi e Poveri                        | Così lontani            | S. Cutugno                                                     |               |
| NF        | Scialpi                                | È una nanna             | G. Scialpi                                                     |               |
| NF        | Lina Sastri                            | Femmene 'e mare         | R. Giglio e R. Fiorillo                                        |               |
| NF        | Paolo Mengoli                          | Io ti darò              | G. Alberghini, P. Mengoli e G. Trombetti                       |               |
| NF        | Pupo                                   | La mia preghiera        | E. Ghinazzi                                                    |               |
| NF        | Mino Reitano                           | Ma ti sei chiesto mai   | F. Reitano, B. Reitano, P. Vernola e G. Andreetto              |               |
| NF        | Nuova Compagnia di Canto Popolare      | Pe' dispietto           | C. Sfogli, P. Raffone e C. Faiello                             |               |
| NF        | Giorgio Faletti e Orietta Berti        | Rumba di tango          | G. Faletti                                                     |               |
| NF        | Formula 3                              | Un frammento rosa       | M. Luca e L. Bevini                                            |               |

### Sezione Novità
| Posizione | Interprete                        | Canzone                              | Autori                                | Voti ricevuti |
| --------- | --------------------------------- | ------------------------------------ | ------------------------------------- | ------------- |
| 1º        | Aleandro Baldi e Francesca Alotta | Non amarmi                           | A. Civai, G. Bigazzi e M. Falagiani   | 8.808         |
| 2º        | Irene Fargo                       | Come una Turandot                    | E. Miceli e G. Lorefice               | 7.256         |
| 3º        | Alessandro Bono e Andrea Mingardi | Con un amico vicino                  | C. Mattone                            | 7.001         |
| 4º        | Lorenzo Zecchino                  | Che ne sai della notte               | L. Zecchino                           | 6.840         |
| 5º        | Patrizia Bulgari                  | Amica di scuola                      | G. Ciarella e M. De Peppe             | 6.745         |
| 6º        | Alessandro Canino                 | Brutta                               | G. Dati e B. Zucchetti                | 6.699         |
| 7º        | Rita Forte                        | Non è colpa di nessuno               | Antonio Comis, A. Bella e A. Zitelli  | 6.432         |
| 8º        | Massimo Modugno                   | Uomo allo specchio                   | F. Migliacci e F. Palazzolo           | 6.226         |
| 9º        | Statuto                           | Abbiamo vinto il Festival di Sanremo | O. Giammarinaro                       | 5.238         |
| NF        | Tosca                             | Cosa farà Dio di me                  | A. De Angelis e Laurex                |               |
| NF        | Bracco Di Graci                   | Datemi per favore                    | D. Di Graci                           |               |
| NF        | Aida Satta Flores                 | Io scappo via                        | A. Satta Flores                       |               |
| NF        | Gatto Panceri                     | L'amore va oltre                     | L. G. M. Panceri                      |               |
| NF        | Stefano Polo                      | Piccola Africa                       | Cheope, M. Piccoli e R. Pacco         |               |
| NF        | Andrea Monteforte                 | Principessa scalza                   | A. Monteforte e G. Paoli              |               |
| NF        | Tomato                            | Sai cosa sento per te                | G. Vanni, C. D'Onofrio e P. Costa     |               |
| NF        | Giampaolo Bertuzzi                | Un altro mondo nell'universo         | S. Zanini e M. Tansini                |               |
| NF        | Aeroplanitaliani                  | Zitti zitti (Il silenzio è d'oro)    | A. Bertallot, R. Vernetti e F. Nemola |               |

## Regolamento
Una interpretazione per brano:
- 1ª serata: 8 Campioni (5 in finale) + 6 Novità (3 in finale)
- 2ª serata: 8 Campioni (5 in finale) + 6 Novità (3 in finale)
- 3ª serata: 8 Campioni (5 in finale) + 6 Novità (3 in finale)
- 4ª serata: 15 Campioni + 9 Novità

## Orchestra
L'orchestra della Rai fu diretta dai maestri: 
- Maurizio Bassi per Matia Bazar
- Saretto Bella per Rita Forte
- Roberto Costa per Luca Barbarossa, Alessandro Bono e Andrea Mingardi
- Patrick Djivas per Gatto Panceri
- Lucio Fabbri per Pierangelo Bertoli, Massimo Ranieri, Tazenda, Irene Fargo e Tomato
- Marco Falagiani per Mia Martini, Fausto Leali e Enzo Ghinazzi
- Matteo Fasolino per Giorgio Faletti e Orietta Berti
- Riccardo Galardini per Paolo Vallesi e Alessandro Canino
- Gianfranco Lombardi per New Trolls e Tosca
- Marco Mojana per Franco Fasano e Flavia Fortunato
- Hamlet Muller per Giampaolo Bertuzzi
- Alberto Nicorelli per Stefano Polo
- Adriano Pennino per Andrea Monteforte
- Pinuccio Pirazzoli per Riccardo Fogli, Mariella Nava, Ricchi e Poveri, Bracco Di Graci e Massimo Modugno
- Paolo Raffone per Nuova Compagnia di Canto Popolare
- Giancarlo Ragni per Patrizia Bulgari
- Bruno Santori per Michele Zarrillo, Drupi e Aida Satta Flores
- Renato Serio per Scialpi
- Vince Tempera per Peppino di Capri e Pietra Montecorvino, Formula 3, Mino Reitano, Aleandro Baldi e Francesca Alotta, Lorenzo Zecchino e Aeroplanitaliani
- Arrigo Tomasi per Statuto
- Giancarlo Trombetti per Paolo Mengoli
- Peppe Vessicchio per Lina Sastri

## Ascolti
Risultati di ascolto delle varie serate, secondo rilevazioni Auditel.
| Data             | Orario      | Telespettatori | Share  |
| ---------------- | ----------- | -------------- | ------ |
| 26 febbraio 1992 | 20:40-23:12 | 16.614.000     | 57,68% |
| 27 febbraio 1992 | 20:43-23:17 | 15.527.000     | 57,94% |
| 28 febbraio 1992 | 20:41-23:20 | 14.593.000     | 56,04% |
| 29 febbraio 1992 | 20:42-01:13 | 14.575.000     | 69,62% |
| Media            | Media       | 15.327.000     | 60,32% |

## Premi
- Premio della Critica sezione Campioni: Nuova Compagnia di Canto Popolare con Pe' dispietto
- Premio della Critica sezione Novità: Aeroplanitaliani con Zitti zitti (Il silenzio è d'oro)

## Piazzamenti in classifica dei singoli
| Artista                           | Singolo                              | Italia (Massima posizione raggiunta) | Italia (Posizione annuale) |
| --------------------------------- | ------------------------------------ | ------------------------------------ | -------------------------- |
| Francesca Alotta & Aleandro Baldi | Non amarmi                           | 1                                    | 8                          |
| Paolo Vallesi                     | La forza della vita                  | 1                                    | 15                         |
| Luca Barbarossa                   | Portami a ballare                    | 3                                    | 46                         |
| Aeroplanitaliani                  | Zitti zitti (Il silenzio è d'oro)    | 3                                    | 59                         |
| Alessandro Bono & Andrea Mingardi | Con un amico vicino                  | 5                                    | 60                         |
| Flavia Fortunato & Franco Fasano  | Per niente al mondo                  | 8                                    | -                          |
| Statuto                           | Abbiamo vinto il festival di Sanremo | 8                                    | 67                         |
| Alessandro Canino                 | Brutta                               | 8                                    | 64                         |
| Irene Fargo                       | Come una Turandot                    | 9                                    | 74                         |
| Pierangelo Bertoli                | Italia d'oro                         | 9                                    | 78                         |
| Massimo Ranieri                   | Ti penso                             | 10                                   | -                          |
| Matia Bazar                       | Piccoli giganti                      | 10                                   | -                          |
| Mia Martini                       | Gli uomini non cambiano              | 18                                   | -                          |
| Ricchi e Poveri                   | Così lontani                         | 22                                   | -                          |
| Riccardo Fogli                    | In una notte così                    | 23                                   | -                          |
| Patrizia Bulgari                  | Amica di scuola                      | 27                                   | -                          |

- N.B.: Per visualizzare la tabella ordinata secondo la posizione in classifica, cliccare sul simbolo accanto a "Massima posizione raggiunta" o a "Posizione annuale".

## Compilation
- SuperSanremo 1992
- Sanremo Festival '92

## DopoFestival
Il DopoFestival fu condotto da Sandro Ciotti con Vincenzo Mollica, Luciano De Crescenzo, Gianni Ippoliti e la supervisione di Pippo Baudo. Le testate giornalistiche scelte sono ventiquattro come le canzoni in gara, tanto che molti giornalisti contrariati chiedono di effettuare un sorteggio.

## Ospiti cantanti
Questi gli ospiti che si sono esibiti nel corso delle quattro serate di questa edizione del Festival di Sanremo:
- Why - Annie Lennox
- Unforgettable - Natalie Cole
- Too Legit to Quit - MC Hammer

## Organizzazione e direzione artistica
Organizzazione Artistica Internazionale (OAI) di Adriano Aragozzini, Carlo Bixio e Marco Ravera